# جی شیانلین

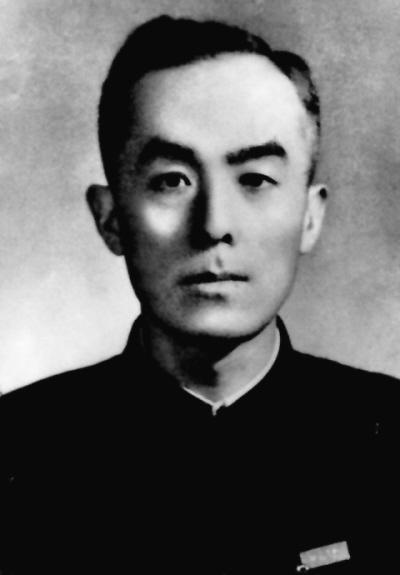
نگاره‌ای از جی شیانلین، اندیشمند چینی - ۱۹۵۲

جی شیانلین (به چینی: 季羨林) (زادهٔ ۶ اوت ۱۹۱۱ - درگذشتهٔ ۱۱ ژوئیه ۲۰۰۹) هندشناس، زبان‌شناس، خط‌شناس، تاریخ‌دان و نویسنده اهل چین بود. هم دولت هند و هم دولت چین از او بابت اقداماتش تقدیر به عمل آوردند.

## زمینهٔ فعالیت
جی در بسیاری از زبان‌ها، از جمله چینی، سنسکریت، عربی، انگلیسی، آلمانی، فراسوی، روسی، پالی و تخاری چیره‌دست بود و بسیاری از آثار را ترجمه کرده بود. او خاطره‌هایش را تحت عنوان «گاوداری؛ خاطرات انقلاب فرهنگی چینی‌ها» را نوشت که درباره شکنجه‌شدنش در طی انقلاب فرهنگی بود را منتشر ساخت.

## درگذشت
او در بیمارستان 301 پکن به تاریخ ۱۱ ژوئیه ۲۰۰۹ درگذشت. به گفته پسرش، دلیل مرگ او، سکته قلبی بوده است.